# Villa Niccolini
Villa Niccolini si trova in via San Carlo a Firenze.
Fatta costruire dai Cavalcanti. Nel 1496 divenne proprietà dei Sinibaldi, nel 1606 dei Bardi-Serzelli. Verso il 1850 fu acquistata dal poeta Giovanni Battista Niccolini, nato nel 1782 e morto nel 1861, che qui scrisse la tragedia Mario e i Cimbri.